# 스칸디나비아의 철기 시대

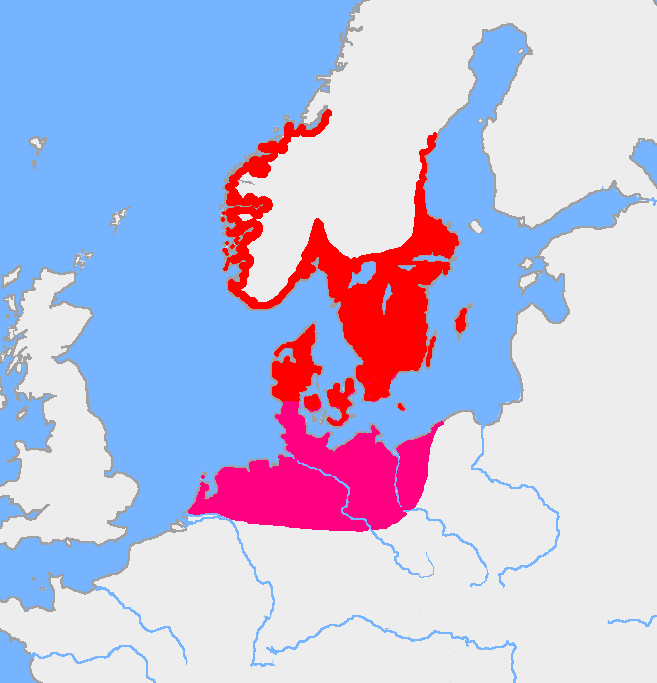
기원전 4세기 – 기원전 1세기 시기, 스칸디나비아의 철기 시대 정착지 범위

스칸디나비아의 철기 시대 (혹은 북유럽의 철기 시대)는 스칸디나비아에서 펼쳐진 철기 시대를 나타낸다.

## 시작
기원전 5-6세기는 유럽 대륙의 수출 및 수입에 있어서 전환점이었다. 중앙 유럽의 켈트족과 지중해 문화권 간의 그 어느 시기보다도 늘어난 분쟁 및 전쟁이 스칸디나비아와 지중해 사이의 오랜 핵심 교역로들과 연결망들을 불안정하게 했고, 결국엔 파괴되어, 스칸디나비아의 문화를 급격하게 변화시켰다. 이때부터 스칸디나비아 문화권 사람들은 사실상 자립하고 자급자족해야만 했다. 고고학 유적지는 스칸디나비아 문화와 삶의 방식이 급격하고 깊이 변화했음을 나타낸다. 농업 생산이 좀 더 강화되었고, 대규모 정착촌을 중심으로 조직되었으며, 훨씬 더 노동 집약적인 생산으로 이루어졌다. 북유럽의 청동기 시대와는 다소 흔치 않는, 노예들이 도입되었고 사용되었다. 이어진 수 세기에 중앙 유럽 민족들의 커져가는 권력, 부, 조직은 기원전 200년과 100년 이전에 스칸디나비아와 중부 유럽 사이의 늘어난 교역 및 접촉을 일으킨 것으로 보이지 않았다. 이 시기에 켈트족들은 오피다라고 알려진 다수의 도심 공동체 및, 완전히 새로운 경제 발전과 교역을 허용한 유럽의 좀 더 안정적인 정치적 상황을 형성하였다.
청동은 주석이 스칸디나비아 지역에서 나는 천연자원이 아니었기에 이 지역에서 만들어질 수 없었지만, 새로운 기술 도입을 통해 소철석에서의 철 생산 (주로 덴마크에서)이 서서히 퍼졌다. 철은 다용도의 금속이었고 도구와 무기 등에 적합했지만, 바이킹 시대가 되어서야 철이 쟁기에 혁신을 일으켰다. 가축떼들은 삼림 방목장에서 자유롭게 풀을 뜯었으나, 이제부터는 더 효율적으로 거름을 활용하고 농업 생산을 늘리기 위해 축사에 놓였다. 스칸디나비아의 철기 시대 출현이 중대한 위기의 시기는 아니었지만, 새로운 농업 확장, 기술 그리고 조직들이 빠르게 발전하였다. 외국과 교역 감소는 이 시기가 풍요롭고 부유한 문화에서 가난하고 쇠퇴한 문화로의 과도기임을 나타낼 수도 있으나, 인구가 늘어났고 새로운 기술들이 발달하였다. 이 시기는 단지 문화의 변화를 반영할 수 있을 뿐이지, 반드시 생활수준의 쇠퇴를 반영하는 것은 아니다.

## 시대 구분
스칸디나비아 및 북유럽의 철기 시대는 야스토르프 문화와 함께 기원전 500년에 시작되어, 서기 800년 및 바이킹 시대 시작까지 지속되었다. 할슈타트 D/라텐 문화권들과 접촉을 통한 제철술 도입으로 북유럽 청동기 시대의 뒤를 이었다.
- 전로마 철기 시대 (기원전 5세기-기원전 1세기). 덴마크의 습지 지역에 늪지 미라가 존재했는데, 이 중에 일부는 아마 인신공양으로서 의례적으로 살해당했으며, 그중에 툴룬드인이 가장 유명하다 (1950년에 발견). 늡지 미라의 머리카락, 피부, 소지품 등이 혐기 상태에서 종종 보존되어 있으며, 이 상태가 고고학자들이 이들의 삶의 방식들을 더욱 잘 알게 해주었다.[2]
- 로마 철기 시대 (서기 1세기에서 4세기)
- 게르만 철기 시대 (서기 5세기에서 8세기)
  - 벤델 시대

북유럽의 철기 시대는 원시 게르만 문화의 중심지로, 이 시기의 후기 시기에 스칸디나비아의 원시 노르드어와 북독일의 서게르만어 (인가에보네스어, 이르미모네스어, 이스트바에오네스어)가 분화하였다.

## 고고학적 유물
2020년 2월, Secrets of the Ice Program 연구자들은 요툰하이멘 산맥에서 게르만 철기 시대의 것이며, 기후 변화로 인해 노르웨이 남부 빙하에 얼어 있던 1,500년 전의 바이킹 화살촉을 발견했다. 철로 만들어진 이 화살촉은 갈라진 나무 화살대와 깃털이 같이 발견되었으며, 길이는 17 cm이고 무게는 28그램이다.

## 문화와 종교
| 북유럽 철기 시대 문화 | 북유럽 철기 시대 문화 |
| --- | --------------------- |
| - 초기 철기 시대 주택의 개괄적 도면. 실내 축사가 도입되었다. - 로마 철기 시대의 작은 농가 (덴마크 오덴세의 철기 시대 마을) - 게르만 철기 시대의 a 30 x 16 m 크기의 복원된 홀인 로이스타 홀 (스웨덴 고틀란드) |                       |
| - 스프랑을 쓴 여인. 전로마 시대의 복원된 헤어네트(덴마크 아르덴 여인) - 철제 도끼 머리 부분 (스웨덴 고틀란드. 1904–1926년의 Nordisk familjebok 삽화) - 북유럽 철기 시대의 배 (덴마크 Hjortspring 배)         |                       |
| - 브락테아테 (덴마크 보른홀름) - 장식된 솥. 로마 철기 시대의 은제 군데스트룹 솥 (덴마크 아스) - 금제 목걸이. 게르만 철기 시대의 뫼네 목걸이 (스웨덴 베스테르예틀란드)                                        |                       |

| 북유럽 철기 시대 숭배 | 북유럽 철기 시대 숭배 |
| --- | --------------------- |
| - 장례 수레. 전로마 철기 시대의 Dejbjerg 수레 (덴마크 국립 박물관) - 습지 및 수역의 낙헌제 (덴마크 Illerup Ådal) - 돌과 잔디 미로 무늬 (스웨덴 보후슬렌) - 다산 상징물. 대리석으로 된 된나의 팔루스 (노르웨이 된나)                                      |                       |
| - 그림돌. 게르만 철기 시대의 뱀마녀 돌 (스웨덴 고틀란드) - 게르만 철기 시대의 상징적인 황금 매듭인 굴구버 (덴마크 보른홀름) - 게르만 철기 시대의 노르드 신을 묘사한 아뮬렛과 피불라. - 초기 게르만 철기 시대의 갈레후스 황금 뿔피리 (덴마크 Møgeltønder) |                       |
| - 삼각형의 얇은 장례 케른 (1852년 스웨덴 서적 Nordbon under hednatiden의 삽화) - 무덤 지역의 "나는 돌들" (스웨덴 욀란드) - 석제 장례 구체 (스웨덴 스몰란드) - 습지 미라. 톨룬드 맨 (덴마크 실케보르)                                                     |                       |

## 같이 보기
- 영국의 철기 시대
- 게르만 전쟁
- 게르만족 대이동
- 원시 게르만인
- 원시 노르드인

## 참고 자료
- Jørgen Jensen (2002): I begyndelsen, Gyldendal og Politikens Danmarks Historie (Vol. 1), ISBN 87-89068-26-2 (덴마크어)
- Bente Magnus, G Franceschi, Asger Jorn (2005): Men, Gods and Masks in Nordic Iron Age Art. OCLC 84747032.
- M Zvelebil (1985): Iron Age transformations in Northern Russia and the Northeast Baltic, Beyond Domestication in Prehistoric Europe